# Caesars Superdome
De Caesars Superdome (oorspronkelijk de Louisiana Superdome, ook wel Superdome, The Dome of New Orleans Superdome genoemd) is een stadion in de Amerikaanse stad New Orleans.
Het stadion is de thuishaven van de New Orleans Saints.

## Katrina
De Louisiana Superdome werd vanaf 28 augustus 2005 gebruikt als opvang voor wie New Orleans niet kon ontvluchten toen orkaan Katrina de stad trof. Zo'n 25.000 mensen bevonden zich in de Dome toen de storm een deel van de buitenzijde van het stadion verwoestte. Door gebrek aan voedsel, water en een uitgevallen airconditioning werd de situatie daar na enkele dagen onhoudbaar en werd evacuatie noodzakelijk. Door gebrek aan bussen was de evacuatie van de Superdome pas op 5 september 2005 voltooid.